# Alba Marina
Alba Marina es una telenovela venezolana producida por la cadena Venevisión en 1988. El telenovela estuvo escrito por Mariela Romero y contó con la actuación de Karina y Xavier Serbia de la boyband puertorriqueña Proyecto M como los protagonistas principales.

## Sinopsis
Nelson Hurtado, casado con Mercedes, tuvo una hija, Alba Marina. Su madre se enamora y se va a Europa pero sin su hija. Padre e hija vivirán por separado la más atrayente aventura hasta que, unidos por el destino, encuentran la felicidad que nunca tuvieron.
Paralelamente, quince años después, tres jóvenes modernos y emprendedores, Mauricio, Miguel y Martin alcanzan el éxito en el mundo de la música, mientras Alba Marina comienza a triunfar como solista; en este momento es cuando Mauricio descubre que ella es el gran amor de su vida.
Alba Marina narra un misterio apasionante y otras historias sorprendentes, las cuales se entremezclan en la vida de los personajes para completar una novela llena de intereses, amor y pasión.

## Elenco
- Elluz Peraza como Mercedes/Alicia Rojas
- Daniel Alvarado como Nelson Hurtado
- Karina como Alba Marina Marcano
- Xavier Serbiá como Mauricio
- René Farrait como Miguel
- Johnny Lozada como Martín
- Elena Farías como María Eugenia
- Yolanda Méndez como Virginia
- José Oliva como Victoriano
- Chela D'Gar
- Abril Méndez
- Richard bazan
- Mariela Capriles como Estela
- Leopoldo Regnault
- María Elena Heredia
- Diana Juda como Cristina
- Mirna Morejón como Aparición de la Virgen del Carmen
- Hermelinda Alvarado como Eulalia
- Martha Carballo como Madre Isolda
- Eduardo Gadea Pérez
- Verónica Ortiz como Carolina
- Irene Arcila como Ninoshka

## Adaptaciones
- En 1999 Fonovideo y Venevisión realizan una readaptación titulada Enamorada protagonizada por Gaby Espino y Rene Lavan, esta versión se rodó en Miami.